# يان وود (سياسي)
يان وود (بالإنجليزية: Ian Wood)‏ هو سياسي أسترالي، ولد في 31 يناير 1901 في ماكاي في أستراليا، وتوفي بنفس المكان في 7 يناير 1992. حزبياً، نشط في الحزب الليبرالي الأسترالي. وقد انتخب عضو مجلس الشيوخ الأسترالي ‏ عن دائرة كوينزلاند (22 فبراير 1950 – 30 يونيو 1978).